# Тишнов
Тишнов (на чешки: Tišnov (произношение:ˈcɪʃnof), на немски: Tischnowitz) е град в окръг Бърно-район в Южноморавския край на Чехия. Разположен е на 22 km северозападно от Бърно, в близост до вливането на реките Свратка и Лоучка. През 2016 г. населението му е 9101 жители.

## История
Първото писмено споменаване на населеното място (тогава е използвано името Tušnovice) е в документ от 1233 г., което е посочен цистерцианския манастир Porta Coeli, основан три години по-рано от Констанс Унгарска. След основаването на манастира, той е дарен на моравския маркграф Пршемисъл (брат на цар Венцеслав I) и съществува до разпускането си през 1782 г.
През 1416 г., крал Вацлав IV предоставя на града правото да провежда ежегоден пазар. Градът е опожарен през 1428 г., по време на Хуситските войни, но остава пощаден по време на Тридесетгодишната война.
След като продължително време носи името Тишновиц (Tischnowitz или вариант Tischnovitz) градът става известен като Тишнов и е включен към земите на Бърно през 1869 г. През 1885 г. е построена железопътна линия между двата града, а 20 години по-късно тя е продължена до Хавличкув Брод (по това време Тишнов вече е отделна община).

## Население
| 1869 | 1880 | 1890 | 1900 | 1910 | 1921 | 1930 | 1950 | 1961 | 1970 | 1980 | 1991 | 2001 | 2011 |
| ---- | ---- | ---- | ---- | ---- | ---- | ---- | ---- | ---- | ---- | ---- | ---- | ---- | ---- |
| 3109 | 3182 | 3379 | 3567 | 3918 | 4021 | 4791 | 5223 | 5741 | 6939 | 9090 | 8563 | 8304 | 8780 |

## Транспорт
Тишнов се намира на кръстопътя на второкласните пътища II/385 (Бърно – Нове Место на Мораве), II/379 (Вишков – Велка Битеш) и II/377 (Тишнов – Черна Хора (Бланско) – Простейов). Изходът на магистрала D1 във Велка Битеш (изход 162) е на разстояние 21 km от града.
Пред града преминават железопътните линии 250 (Кути – Бърно – Хавличкув Брод) и 251 (Тишнов – Бистрице над Пернщейнем – Ждяр над Сазавоу).
Градът е важен транспортен възел в зона 330 от интегрираната транспортна система на Южноморавския край. ТУк може да се направи връзка с атобусните линии 153, 163, 311, 312, 330, 331, 332, 333, 334, 335 и 336.
През Тишнов преминават няколко велотрасета, някои от които са изцяло с маркировка:
- Пражко трасе: Прага (…) Тишнов – Бржезина – Копанини – Веверска Битишка – замък Вевержи – Бърно-Бистрец
- велотрасе 1: Нови Двур – Веверска Битишка – Тишнов – Хлинско – Сеч – Ронов

Частично е маркирано трасето 5172: Тишнов – Веверска Битишка – Росице – Братчице – Жидлоховице